# Julius von Platen (Theaterintendant)

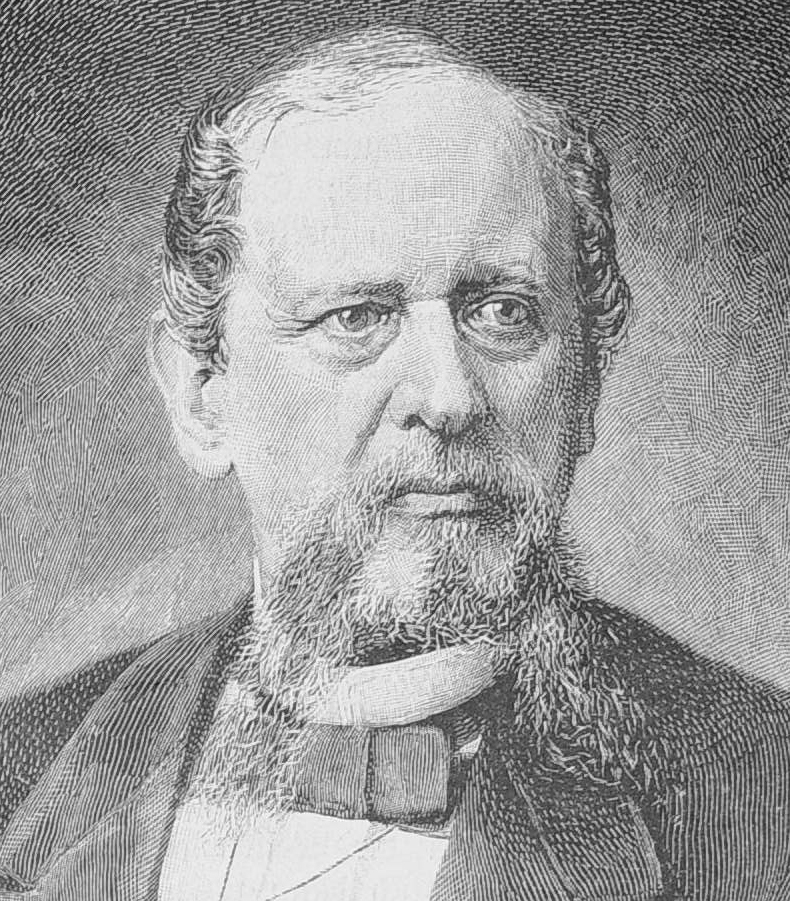
Julius von Platen (von Die Gartenlaube, 1887)

Julius Graf von Platen (auch: Julius Wilhelm Ludwig von Platen zu Hallermund und Platen zu Hallermünde und Namensvarianten sowie Julius Gottfried Platen-Hallermund; * 26. Dezember 1816 in Hannover; † 1. September 1889 in Dresden) war ein Königlich Hannoverscher Theaterintendant sowie Major im Königlich Hannoverschen Garde-Regiment und Flügeladjutant.

## Herkunft
Julius von Platen-Hallermund war Mitglied des Adelsgeschlechtes von Platen-Hallermund und ein Sohn des hannoverschen Oberkammerherrn Georg von Platen Hallermund (1785–1873) und der Juliane (1788–1833), Tochter des Karl Philipp Graf von Hardenberg. Er war ein Bruder des hannoverschen Generalpostmeisters Karl von Platen Hallermund (1810–1887), des hannoverschen Diplomaten und Staatsministers Adolf von Platen-Hallermund und des Georg von Platen-Hallermund (1827–1881) sowie Onkel des Dichters und Offiziers August von Platen (1796–1835).

## Leben
Dem späteren hannoverschen Major im Garde-Regiment und Flügeladjutant Julius von Platen-Hallermund wurden im Laufe seiner Karriere durch etliche Herrschaftshäuser Europas zahlreiche Orden und Ehrenzeichen verliehen, so das Ritterkreuz des Guelphen-Ordens, der Oldenburgische Haus- und Verdienstorden des Herzogs Peter Friedrich Ludwig II. Klasse, der Hausorden Albrechts des Bären II. Klasse, der Herzoglich Sachsen-Ernestinische Hausorden II. Klasse, der österreichische Orden der Eisernen Krone III. Klasse, der Österreichisch-kaiserliche Leopold-Orden III. Klasse, der preußische Rote Adlerorden III. Klasse, der schwedische Schwertorden III. Klasse, der Niederländische Löwen-Orden III. Klasse, Ritter des Kurhessischen Wilhelmsordens, der Sachsen-Weimarsche Weiße Falken Orden III. Klasse sowie der Preußische Johanniterorden.
1854 war von Platen in der Residenzstadt Hannover die Intendanz des dortigen Hoftheaters übertragen worden. Zugleich Chef des Orchesters, unterstanden ihm unter anderem der Hof-Kapellmeister Heinrich Marschner, Kapellmeister Carl Ludwig Fischer, Konzertmeister Joseph Joachim, die Kammersängerin Madelaine Nottes, der Orchesterdiener Heinrich Gertz und andere bekannte Persönlichkeiten.
Nach der Annexion des Königreichs Hannover durch Preußen wechselte Julius von Platen 1867 nach Dresden an das dortige Königlich Sächsische Hoftheater.

## Archivalien
Archivalien von und über den Reichsgrafen und Theaterintendanten Julius von Platen-Hallermund finden sich zahlreich insbesondere in den im Kalliope-Verbund gelisteten Korrespondenzen und Autographen.